# Ulim (przystanek kolejowy)
Ulim – zamknięty przystanek kolejowy w Ulimiu, na linii kolejowej nr 414 Gorzów Wielkopolski Zieleniec – Chyrzyno, w województwie lubuskim, w Polsce.